# Новоалександровка (Усть-Таркский район)
Новоалександровка — деревня в Усть-Таркском районе Новосибирской области. Входит в состав Яркуль-Матюшкинского сельсовета.

## География
Площадь деревни — 21 гектаров.

## Население
| 2002 | 2007 | 2010 |
| ---- | ---- | ---- |
| 172  | ↘160 | ↘139 |

## Инфраструктура
В деревне по данным на 2007 год функционируют 1 учреждение здравоохранения и 1 учреждение образования.